# Mieczysław Mąkosza
 Mieczysław Józef Mąkosza (ur. 16 listopada 1934 w Cieszewli k. Baranowicz) – polski profesor nauk chemicznych, o specjalności chemia i technologia organiczna, tytuł profesora w dziedzinie nauk chemicznych otrzymał w 1976. Obszarem jego badań jest metodologia syntezy organicznej, badanie mechanizmów reakcji w chemii organicznej, kataliza z przeniesieniem międzyfazowym i substytucja nukleofilowa w pierścieniu aromatycznym.

## Życiorys
Jest absolwentem I LO im. Adama Asnyka w Kaliszu. Studia chemiczne odbył na Uniwersytecie w Leningradzie (obecnie Petersburski Uniwersytet Państwowy) w 1956 r. Stopień naukowy doktora nauk chemicznych uzyskał w roku 1963 na Wydziale Chemicznym Politechniki Warszawskiej, a stopień doktora habilitowanego w 1967 roku. Tytuł profesora uzyskał w 1976 roku. Swoją karierę naukową związał z Wydziałem Chemicznym Politechniki Warszawskiej.
Od roku 1979 pracuje jako profesor w Instytucie Chemii Organicznej PAN w Warszawie, którego był wieloletnim dyrektorem (1979–2004).
Od 1992 jest członkiem rzeczywistym Polskiej Akademii Nauk. Jest on również członkiem Akademii Europejskiej i Niemieckiej Akademii Przyrodników Leopoldina (niem. Deutsche Akademie der Naturforscher Leopoldina). Wielokrotnie wykładał w wielu zagranicznych ośrodkach naukowych.

## Dokonania naukowe
Jest jednym z odkrywców reakcji przebiegających w warunkach katalizy przeniesienia międzyfazowego (PTC, z ang. phase transfer catalysis). Odkrył reakcję, określaną obecnie jako „reakcja Mąkoszy”, służącą m.in. do generowania dichlorokarbenu z chloroformu warunkach katalizy PTC.
Badając reakcję nukleofilowej substytucji atomu wodoru karboanionami odkrył metodę zastępczego podstawienia nukleofilowego (ang. vicarious nucleophilic substitution, VNS) atomu wodoru w związkach aromatycznych oraz heterocyklicznych. Zarówno kataliza przeniesienia międzyfazowego oraz reakcje nukleofilowej substytucji aromatycznej są obecnie szeroko stosowane w przemyśle chemicznym i farmaceutycznym.
Jest autorem ponad 325 oryginalnych publikacji naukowych, ponad 50 artykułów przeglądowych, 70 patentów oraz książek pt. Synteza organiczna (1972) i Podstawy syntezy organicznej – reakcje jonowe i rodnikowe (2006 r.).
W 2012 roku powołał do życia Fundację Wspierania Młodych Naukowców im. Mieczysława Mąkoszy.
Do roku 2012 wypromował blisko 50 doktorów nauk chemicznych. Wielu spośród jego uczniów zostało profesorami chemii, m.in. prof. dr hab. Krzysztof Wojciechowski (IChO PAN), prof. dr hab. Karol Grela (UW), dr hab. inż. Michał Fedoryński (PW), prof. dr hab. Stanisław Ostrowski (PW), prof. dr hab. Ewa Białecka-Florjańczyk (SGGW), dr hab. Zbigniew Wróbel oraz prof. dr hab. Jarosław Jaźwiński (obaj IChO PAN).

## Nagrody i odznaczenia
Tytuły doktora Honoris Causa:
- Uniwersytet Purdue w Indianapolis (USA, 1989)
- Rosyjska Akademia Nauk w Moskwie (Rosja, 1994)
- Politechnika Śląska w Gliwicach (Polska, 1998)[13]
- Politechnika Uralska w Jekaterynburgu (Rosja, 2000)
- Politechnika Warszawska w Warszawie (Polska, 2015)[14]

Nagrody naukowe:
- Medal Stanisława Kostaneckiego Polskiego Towarzystwa Chemicznego (1979)
- Nagrodę Fundacji Jurzykowskiego w Nowym Jorku (USA, 1987)
- Nagrodę Państwową Pierwszego Stopnia (1988)
- Członkostwo Honorowe Japońskiego Towarzystwa Rozwijania Nauki (Japonia, 1994)
- Nagrodę Prezesa Rady Ministrów RP (1995)
- Nagrodę Aleksandra von Humboldta (Niemcy, 1996)
- Medal Śniadeckiego Polskiego Towarzystwa Chemicznego (1997)
- Członkostwo Honorowe Centrum Związków Heterocyklicznych Florydy (USA, 1997)
- Medal im. Prof. Wojciecha Świętosławskiego (2009)[15]
- Nagroda Fundacji na rzecz Nauki Polskiej (2012)

Mieczysław Mąkosza kilkakrotnie był nominowany do Nagrody Nobla.
Odznaczenia państwowe:
- Krzyż Komandorski z Gwiazdą Orderu Odrodzenia Polski, 2002[19]
- Order Przyjaźni Federacji Rosyjskiej, 2004[20]

## Wybrane publikacje
- Mieczysław Mąkosza, Krzysztof Wojciechowski, Nucleophilic Substitution of Hydrogen in Heterocyclic Chemistry, „Chemical Reviews”, 104 (5), 2004, s. 2631-2666, DOI: 10.1021/cr020086+ (ang.).
- Mieczysław Mąkosza, Phase-transfer catalysis. A general green methodology in organic synthesis, „Pure and Applied Chemistry”, 72 (7), 2000, s. 1399-1403, DOI: 10.1351/pac200072071399 (ang.). [ wersja archiwalna, dostęp 2019-05-28]
- Kacper Błaziak, Witold Danikiewicz, Mieczysław Mąkosza, How Does Nucleophilic Aromatic Substitution Really Proceed in Nitroarenes? Computational Prediction and Experimental Verification, „Journal of the American Chemical Society”, 138 (23), 2016, s. 7276-7281, DOI: 10.1021/jacs.5b13365 (ang.).